# BSA Gold Star-serie
De BSA Gold Star-serie is een serie motorfietsen die van 1938 tot 1963 (met een onderbreking tijdens de Tweede Wereldoorlog) werd geproduceerd door het Britse merk BSA in Birmingham.
De Gold Star was eigenlijk bedoeld als sportmotor, maar werd ook ingezet als wegracer, trials (enduromotor) en als scrambler (crossmotor). Omdat er volgens een modulair bouwsysteem naar de wens van de klant werd gewerkt kregen de verschillende uitvoeringen vaak geen verschillende typebenamingen.

## Voorgeschiedenis
| Voorganger: BSA Q8 Empire Star |
| De Q8 Empire Star uit 1936 had nog het oude Two Port-blok met een oliecompartiment aan de voorkant van het carter, de magdyno voor de cilinder en de vrijstaande stoterstangen.           |
| De M23 Empire Star uit 1938 toont de hand van Val Page, met een aparte olietank, de stoterstangen verborgen in een tunnel, de magdyno achter de cilinder en een veel strakkere afwerking. |
| Bij de BSA M24 Gold Star uit 1939 zit het gereedschapskastje laag in het achterframe. |
| Bij de M24 Gold Star was de stoterstangtunnel vanaf 1939 in de cilinder en de cilinderkop gegoten, vandaar de onderbreking bij de scheiding van beiden.                                   |

### Red Star, Blue Star en Empire Star
Hoewel de naam "Red Star" nooit als type werd gebruikt, leverde BSA al vanaf het begin van de jaren dertig tegen extra betaling soms motorfietsen met een klein rood sterretje op het distributiecarter. Dat betekende dat die motor een aantal speciale onderdelen had, waaronder een hoge compressie-zuiger, speciale nokkenassen en een racecarburateur. In 1932 werd de Blue Star-serie geïntroduceerd met de 350cc-L32-5 Blue Star en de 500cc-W32-7 Blue Star. De motor kreeg een geharde cilinder, een hoge compressie-zuiger, sterkere klepveren, racenokkenassen, een racebougie en een Amal-carburateur met acceleratiepomp en de machines hadden al een voetgeschakelde versnellingsbak. In 1936 werd de naam van deze serie veranderd in Empire Star met de komst van de 350cc-R5 Empire Star en de 500cc-Q8 Empire Star. De serie had haar naam gekregen vanwege het zilveren jubileum van Koning George V in 1936.

### Val Page
In 1936 kwam Valentine "Val" Page als hoofdconstructeur over van Triumph naar BSA. Hij werkte hard, want in 1937 had hij al bijna alle BSA-modellen voorzien van nieuwe motorblokken, zowel zij- als kopkleppers. Ze droegen allemaal zijn signatuur: Het oliereservoir dat aan de voorkant van het motorcarter zat werd vervangen door een normale, plaatstalen olietank onder het zadel, de magdyno (voor de ontsteking en de stroomvoorziening) verhuisde naar de achterkant van de cilinder en de stoterstangen werden opgeborgen in een tunnelvormige afdekking. Typisch (ook voor zijn Triumph-ontwerpen) was het vleugelvormige distributiecarter waar de tandwieltrein voor de magdyno in zat.

### BSA M23 Empire Star racer
In 1937 benaderde Bert Perrigo, hoofd van de sportafdeling van BSA, oud-coureur Wal Handley. Handley, viervoudig winnaar van de TT van Man en drievoudig Europees kampioen wegrace, was in 1936 gestopt met racen. Hij was net als Perrigo lid van de Midland Aero Club, een vereniging van luchtvaartenthousiasten en hobbypiloten. Perrigo haalde Handley over nog een keer aan de start te komen.
In 1937 nam Wal Handley deel aan twee door de BMCRC georganiseerde races op het circuit van Brooklands. Hij gebruikte daarvoor een door Len Crisp (frame) en Jack Amott (motor) getunede M23 Empire Star racer met een standaard gietijzeren cilinder en cilinderkop, maar met een hoge compressie zuiger zodat de compressieverhouding op 13:1 kwam. De motor had speciale racenokkenassen, een racemagneet voor de ontsteking en liep op methanol. Het vermogen werd geschat op 34 pk. Handley won de eerste race met een gemiddelde van 102,27 mijl per uur en in de derde en laatste ronde reed hij 107,57 mph gemiddeld. Dit rondegemiddelde leverde BSA een "BMCRC Gold Star" op, een prijs voor een rondegemiddelde van meer dan 100 mijl per uur. In de tweede race botste Handley op een tegenstander, waarbij de motorfiets onherstelbaar beschadigd werd.
De gouden ster legde de basis voor de BSA M24 Gold Star, die in 1938 verscheen en op zijn beurt aan de basis zou staan voor de na-oorlogse BSA Gold Star-serie.

## BSA M24 Gold Star (1938-1939) (JM24 Gold Star en KM24 Gold Star)
In 1938 kwam een replica van de machine van Handley in de normale verkoop. Het was Val Page wel duidelijk dat de machine nooit een topracer kon worden, want hij had nog stoterstangen terwijl overal in de wereld al machines met bovenliggende nokkenassen, compressoren en meer cilinders verschenen. Bovendien was men bij BSA sinds het debacle tijdens de Isle of Man TT van 1921, waar geen enkele fabrieksrijder de streep haalde, wars van alles wat met fabrieksracers te maken had. Maar het Verenigd Koninkrijk kende ook de clubmanraces, waarin amateurs met snelle sportmotoren tegen elkaar streden. Een motor die daar goed in presteerde en ook nog gewoon te koop was leverde een geweldige promotie op. Het moest dan ook een echte topmotor worden. De JM24 Gold Star werd daarom ook met dure onderdelen en materialen gebouwd en elk exemplaar werd op de vermogensbank getest. Het motorblok was uit aluminium gegoten en de versnellingsbak uit het peperdure elektron. De topsnelheid van de M24 was "slechts" 145 km/h. Vergeleken met de machine van Handley was dat weinig, maar vergeleken met de concurrentie was het heel behoorlijk. Toch moest Page ook een concessie doen aan de boekhouders van BSA: het frame mocht hij niet opnieuw ontwikkelen, maar hij mocht er wel lichtgewicht Reynolds-531-buizen voor gebruiken. Door dat lichte frame vervielen ook de zijspanaansluitingen, maar de Gold Star was dan ook niet als zijspantrekker bedoeld. De machine kostte 82 pond en 10 shilling. Al in de zomer van 1938 keerde BSA op haar schreden terug. De M24 Gold Star kon als sportmotor niet echt concurreren tegen machines als de (tegelijk gepresenteerde) Triumph Speed Twin. Daarom werd halverwege het jaar al begonnen met de productie van het 1939-model KM24 Gold Star, dat veel "toeristischer" was met diepere spatborden, een instrumentenpaneel op de tank en het gereedschapskastje weer op de gebruikelijke plaats tussen de buizen van het achterframe.

### Uitrusting
De M24 Gold Star had een zwart frame en een verchroomde tank met matzilveren boven- en zijkanten. De spatborden waren aanvankelijk ook verchroomd, maar al in de zomer van 1938 werden ze zwart gespoten. Het instrumentenpaneel op de tank van de andere modellen ontbrak. Op die plaats zat een verzonken gereedschapskastje. De ampèremeter en de lichtschakelaar zaten op de koplamp. In 1939 werd dit veranderd. Er kwam toch een instrumentenpaneel op de tank en de gereedschapskast werd rechts tussen de buizen van het achterframe geplaatst.

### Motor
De motor van de M24 Gold Star was een dwarsgeplaatste luchtgekoelde staande eencilinderkopklepper met een boring van 82 mm, een slag van 94 mm en een cilinderinhoud van 496,4 cc. Cilinder en cilinderkop waren uit aluminium gegoten. De in- en uitlaatkanalen, de vliegwielen en de carters werden gepolijst. De krukas draaide rechts in een rollager en links in zowel een rollager als een kogellager. Ook de drijfstang had een rollager. Het vermogen bedroeg 28 pk. De motor had een dry-sump-smeersysteem, waarbij het oliecompartiment in het carter was vervangen door een normale olietank rechts onder het zadel, naast de accu. De ontsteking en stroomvoorziening werden verzorgd door een magdyno van Lucas die door Val Page nu achter de cilinder was geplaatst en de carburateur was geleverd door Amal, twee bedrijven die eveneens in Birmingham gevestigd waren. Het was een Amal 10TT-carburateur in plaats van de gebruikelijke Amal 76. Het distributiecarter zat rechts, net als de stoterstangen. Via het distributiecarter werden ook de magdyno en de oliepomp aangedreven. De machine had een enkele uitlaatpoort (de andere modellen konden toe nog met een Two Port uitlaat geleverd worden, maar dat leverde wel extra gewicht maar geen extra vermogen op) en een laaggeplaatste deegroluitlaat met een los demperstuk zodat ze langer en korter kon worden gemaakt voor optimale prestaties. Vanaf de zomer van 1938 (1939-model KM24) werden de stoterstangen opgeborgen in een tunnel. Niet het losse exemplaar van de andere modellen, maar ingegoten in cilinder en cilinderkop met klembouten om beide delen aan elkaar te koppelen.

### Transmissie
Links op de krukas zat een tranmissiedemper om de transmissie tegen de klappen van de motor te beschermen. Daar zat ook de primaire ketting die de meervoudige droge plaatkoppeling aandreef. De vierversnellingsbak was inwendig gelijk aan die van de Empire Star, maar het carter was van elektron. Op de versnellingsbak zat de kickstarter. Ook de secundaire aandrijving gebeurde door een ketting.

### Rijwielgedeelte
De M24 Gold Star had een semi-dubbel wiegframe dat was opgetrokken uit de lichte Reynolds-531-buizen met een hoge trekspanning. De voorvork was een parallellogramvork die werkte volgend het girder-principe met een enkele centrale veer en een frictie-schokdemper. Achtervering was er niet. In beide wielen zaten trommelremmen.

## BSA M24 Gold Star Competition (1938-1939)
De BSA M24 Gold Star Competition was een terreinmotor, bedoeld om ingezet te worden in "Trials", wat later enduro werd genoemd. De machine had een upswept pipe-uitlaat, smalle spatborden en terreinbanden en kostte 85 pond. Dit was waarschijnlijk het enige echt populaire model in de M24-serie. Door het lage gewicht en de trekkracht onderin was het erg geschikt voor terreinwedstrijden, ondanks de slecht schakelende versnellingsbak die in dit model een BSA W-M20-binnenwerk had.

## BSA M24 Gold Star Track Racer (1938-1939)
De M24 Gold Star Track Racer was de echte replica van Wal Handley's Empire Star racer met een Brooklands can-fishtail pipe, een hoge compressie-zuiger en een Lucas-racemagneet. Met de compressieverhouding van 12,5:1 leverde deze machine niet minder dan 36 pk, waardoor 100 mijl per uur gehaald kon worden. Dit was op dat moment het duurste model van BSA, met een prijs van 92 pond en 10 shilling. Het is echter niet waarschijnlijk dat er zelfs maar een machine verkocht is. BSA had nu eenmaal geen reputatie als sportmerk en bovendien was de slogan "The Unapproachable Norton" feitelijk waar als het 500cc-racers betrof. Al sinds 1931 was de Norton International de snelste Britse machine in de Senior TT op het eiland Man. De Norton was zelfs nog twee pond goedkoper dan de BSA.

### Einde productie
Toen de Tweede Wereldoorlog uitbrak moest BSA de productie van alle civiele modellen stopzetten. De M24 Gold Star had geen grote indruk gemaakt. Van het 1939-model KM24 werden slechts 266 exemplaren gebouwd, waarvan 85 voor de export. BSA had de machine omgebouwd tot meer toeristisch model, maar toerrijders waren niet gecharmeerd van het harde uitlaatgeluid en de herrie van het kleppenmechanisme.

## Tweede Wereldoorlog
Tijdens de Tweede Wereldoorlog draaide BSA volop oorlogsproductie en er werd zeven dagen per week gewerkt. Men produceerde machinegeweren, snelvuurkanonnen, luchtdoelraketten, affuiten, antitankgeweren en gewone geweren. Daarnaast ook de 125.000 BSA W-M20 motorfietsen die als militaire modellen waren gekozen. Men moest ook nog de verloren motorfietsen door de evacuatie uit Duinkerke vervangen, maar ook de juist opgerichte Local Defence Volunteers (later bekend als de Home Guard) van motorfietsen en wapens voorzien. De fabriek werd tijdens het bombardement op Coventry (14 november 1940) gebombardeerd waarbij 53 doden en 89 gewonden vielen. Uiteraard viel de productie van luxe modellen en sportmotoren stil, maar omdat BSA meerdere fabrieken had kon de productie van militaire motorfietsen snel weer worden opgestart.

## BSA B31
Al in 1945 wist BSA de 350cc-B31 op de wielen te zetten. Die had een moderne door Herbert Perkins ontwikkelde telescoopvork, maar verder gebruikte men de techniek van Val Page van voor de oorlog. De machine was al leverbaar als straatmotor (B31) en als terreinmotor (B32 Competition).
| - De eerste drijvende kracht achter de BSA Gold Stars was coureur Jack Amott. Hij had al voor de oorlog ervaring in terreinwedstrijden opgedaan met BSA's en was zeer gedreven in het tunen van de motoren, vooral als het om het nauwkeurig slijpen van de nokkenassen ging. Hij maakte samen met o.a. Bert Perrigo deel uit van het team voor de International Six Days Trial dat in 1950 tien gouden medailles won. - De Ier Bill Nicholson speelde een grote rol bij de ontwikkeling van de BSA Gold Stars. Nicholson werkte op de ontwikkelingsafdeling maar reed als coureur ook terreinwedstrijden. Hij was al in 1946 fabrieksrijder voor Trials (terreinwedstrijden) geworden, maar hij nam in 1947 al deel aan de Manx Grand Prix. Hij startte goed, maar vergat te tanken en moest het laatste stuk duwen. Wegraces waren wellicht niet aan hem besteed, maar hij was bevriend met de Noord-Ierse broers Cromie en Rex McCandless. Rex was de bouwer van het beroemde featherbed frame van de Norton Manx, maar was niet in dienst van Norton. Wellicht hielp McCandless Nicholson, want die ontpopte zich als de belangrijkste ontwikkelaar van de swingarm-achtervering en de dubbele wiegframes. - Ook coureur Roland Pike werkte hard aan de ontwikkeling van de achtervering. Tijdens de Senior TT van 1951 werd hij 21e, maar hij ontdekte dat het frame het vermogen van de door Jack Amott getunede Gold Star-motor niet aan had gekund en verbogen was. Bert Hopwood bood hem de functie van hoofd van de ontwikkelingsafdeling aan, waardoor hij een beter frame kon ontwikkelen. Op weg naar zijn werk bij BSA kwam Pike langs de De Havilland-vliegtuigfabriek en nam soms wat oude onderdelen uit de afvalbakken mee. Zo bouwde hij zijn eigen swingarm met twee schokdempers van het staartwiel van een vliegtuig. Het nieuwe frame vertoonde kenmerken van het featherbed-frame van Norton, maar had slechts een enkele buis aan de voorkant, waardoor het een semi-dubbel wiegframe was. Pike zou later vooral belangrijk worden bij de ontwikkeling van de motoren van de CB-, DB- en DBD-modellen. |

| De Clubmans Junior TT en de Clubmans Senior TT waren raceklassen tijdens de Isle of Man TT die uitsluitend openstonden voor amateurs met straatlegale motorfietsen. Dat betekent dat de fabrieksracers niet aan de start mochten komen, maar snelle productiemachines wel. Vooral de Clubmans Junior TT was BSA op het lijf geschreven. - Clubmans Junior TT 1949: 1e: Harold Clarke, BSA - Clubmans Junior TT 1950: 1e: B.A. Jackson, BSA, 2e: Ian McGuffe, BSA - Clubmans Junior TT 1951: 1e: Brian Purslow, BSA - Clubmans Junior TT 1952: 1e: Eric Houseley, BSA, 2e: Bob McIntyre, BSA. - Clubmans Junior TT 1953: 1e: Derek Powell, BSA, 2e: Owen Green, BSA - Clubmans Junior TT 1954: 1e: Philip Palmer, BSA, 2e: D. Wright, BSA, 3e: J. Davie, BSA - Clubmans Senior TT 1954: 1e: Alistair King, BSA, 2e: J. Denton, BSA, 3e: Ewen Haldane, BSA - Clubmans Junior TT 1955: 1e: Jimmy Buchan, BSA, 2e: D. Joubert, BSA, 3e: Peter Ferbrache, BSA - Clubmans Senior TT 1955: 1e: Eddie Dow, BSA - Clubmans Junior TT 1956: 1e: Bernard Codd, BSA, 2e: J Eckart, BSA, 3e: Alan Shepherd, BSA - Clubmans Senior TT 1956: 1e: Bernard Codd, BSA, 2e: Ron Jerrard, BSA, 3e: A. Jenkins, BSA De Clubmans Junior- en Senior TT werden daarna afgeschaft omdat alle clubraces door de ACU tot nationale races werden gedegradeerd. Daardoor moest men zich op andere amateurwedstrijden zoals de Manx Grand Prix, de North West 200 of de Southern 100 richten, maar de BSA's werden intussen overtroffen door de Norton Manx en de AJS 7R, die ook voor privérijders beschikbaar waren. BSA startte met de 500cc-modellen in de Daytona 200 van 1954 tot 1957. Die race werd gedomineerd door 750cc-Harley-Davidsons. BSA won in 1954, maar dat gebeurde met een BSA A7-tweecilinder. Ook de tweede plaats was voor een A7, maar Gold Stars werden derde en vierde. Jeff Smith won het British Trials Championship in 1953 en 1954. In de jaren zestig werd hij ook nog twee keer wereldkampioen motorcross, maar dat deed hij met een voorloper van de BSA Victor. |

## ZB-modellen
In 1948 kwam Bert Hopwood van Norton over naar BSA. Aan het einde van dat jaar werd tijdens de Earls Court show de 350cc-B32 Gold Star gepresenteerd. Dit was de naam die in de folders kwam, maar er werden tot 1962 vijf typen gebouwd, ZB, BB, CB, DB en DBD. De type-aanduiding "ZB" liep toen nog synchroon met die van de 350cc-BSA B31-serie, die in 1949 de modellen BSA ZB31 en BSA ZB32 Competition omvatte en de 500cc-BSA B33-serie met de BSA ZB33 en de BSA ZB34 Competition.

### BSA ZB32GS Gold Star (350cc, 1949-1952)
Hoewel de officiële naam "ZB32GS" was, werden de "Z" en "GS" in folders en catalogi weggelaten. Deze machine had al plunjervering aan de achterkant, terwijl alle andere BSA-modellen nog een starre achtervork hadden. Ze kwam in 1949 op de markt en was nog gebaseerd op de 350cc-BSA B31 en werd - zonder onderscheid in type-aanduiding - als weg- en trial (enduro)-model geleverd. Net als bij de oude M24 Gold Star was de stoterstangtunnel ingegoten in cilinder en cilinderkop. De weguitvoering had plunjervering, maar de trialsuitvoering had een star achterframe. In alle gevallen hadden de machines een semi-dubbel wiegframe, maar wel afwijkend van de B31 doordat de buizen niet gelast maar hardgesoldeerd waren. De uitrusting (gereedschapskastje, tank, spatborden etc.) was een mengelmoesje van B31- en B32-onderdelen. Het vermogen van 24 pk bij 6.500 tpm was best hoog, gegeven het feit dat de compressieverhouding laag moest blijven omdat de motor ontworpen was voor benzine met een octaangetal van 72. De B31 leverde slechts 17 pk. Daarmee was de Gold Star veel sneller, 125 km/uur i.p.v. 115 km/uur, maar in race-tuning haalde ze 145 km/uur. De ZB32GS Gold Star was meteen succesvol.

#### Weg- enduro of cross
De fabriek maakte in de catalogus geen onderscheid tussen verschillende uitvoeringen van de Gold Star. Klanten bestelden een B32 Gold Star en konden daarna in de onderdelencatalogus kiezen uit verschillende versnellingsbakken, krukastandwielen, sturen, wielen, spatborden etc. Daarmee ontstond dan een wegversie, een trial (lees: enduromotor) of een scrambler (lees: crossmotor).

#### Uitrusting
De standaard ZB32GS Gold Star had smalle, verchroomde spatborden. Frame en voorvork waren zwart, de tank verchroomd met matzilveren bovenkant en flanken en bordeauxrode biezen. Klanten konden kiezen uit verschillende krukas-tandwielen om de gearing aan het gebruik aan te passen, maar er was ook een close ratio-versnellingsbak leverbaar.

#### Motor
De motor was een dwarsgeplaatste luchtgekoelde staande eencilinder. cilinder en cilinderkop waren van aluminium. De boring van 71 mm, de slag van 88 mm en de cilinderinhoud van 348,4 cc waren overgenomen van de BSA B31, maar feitelijk dateerden ze al van de L32-5 Blue Star uit 1932. De timingzijde zat rechts, waar de stoterstangen in een tunnel verborgen waren. De Lucas-magdyno werd door een tandwieltrein aangedreven achter het vleugelvormige deksel dat zo typisch was voor de (vooroorlogse) ontwerpen van Valentine Page. Voor pure racedoeleinden (zonder verlichting) kon ook een Lucas-racemagneet zonder dynamo worden geleverd. De machine had een Amal-carburateur zonder luchtfilter en een dry-sump-smeersysteem met de olietank onder het zadel. Het motorblok was ten opzichte van de B31 op verschillende manieren versterkt. In het carter zaten versterkingsribben rondom de lagers en de cilinderkop was behalve met vier in het carter verankerde kopbouten ook nog eens met vier extra bouten aan de cilinder bevestigd. In het voorjaar van 1952 kreeg de ZB32GS het losse kleppendeksel en de gewijzigde klephoek die het 500cc-model al een jaar eerder had gekregen.

#### Transmissie
Links op de krukas zat een transmissiedemper om het aandrijfsysteem tegen de klappen van de motor te beschermen. De primaire ketting draaide in een gesloten kettingkast en dreef de meervoudige droge plaatkoppeling aan. Dan volgde de voetgeschakelde vierversnellingsbak met kickstarter. De secundaire ketting draaide onder een verchroomd, open kettingschermpje.

#### Rijwielgedeelte
De ZB32GS had een semi-dubbel wiegframe met slechts een buis van het balhoofd naar de voorkant van het motorblok. Het dubbele achterframe was daaraan vastgebout. Aan de voorkant zat een telescoopvork, de basisuitvoering had achter plunjervering, de Trials-uitvoering had een star achterframe. De plunjervering maakte het wel mogelijk om een duozadel te monteren omdat de berijder voor zijn comfort niet meer afhankelijk van een geveerd zweefzadel. Voor en achter zaten 8 inch trommelremmen.

### BSA ZB34GS Gold Star (500cc, 1949-1952)
De 500 cc ZB34GS Gold Star zag begin maart '49 haar race debut in de beroemde Daytona race, waar importeur Rich Child een team inschreef, bestaande uit Hubert Simon, Tommy McDermott, Bert Perrigo, Gene Thiesen. Rond april/mei 1949 kwam de ZB34GS voor breder ("private") competitie gebruik beschikbaar en in verscheen eind augustus 1949 in de publiekscatalogus voor 1950. Hoewel die machine "streetlegal" was, kon de klant kiezen uit verschillende cilinderkop configuraties (inlaat poort & kleppen) o.a. trail & race, drie versnellingsbakken, vier verschillende compressieverhoudingen, drie uitlaten, verschillende wielmaten en een grote of kleine benzinetank. Op die manier kon men de machine gewoon op straat gebruiken, maar ook in wegraces of "scrambles" (crosswedstrijden). Veel gebruikers bouwden hun "straatmachine" in het weekend om tot racer of crossmotor en soms reden ze er zelfs mee naar de circuits. In 1951 bouwde Bill Nicholson een nieuw frame voor de Gold Star. Zijn vriendschap met Rex McCandless, de ontwerper van het beroemde featherbed frame van de Norton Manx was daarbij een groot voordeel. Dit frame werd aanvankelijk nog zonder achtervering gebruikt bij trials, maar in 1952 kwam er al een crossversie met een swingarm met twee Girling-schokdempers. De motor van de ZB34GS was bijna identiek aan die van de ZB32GS, maar met een grotere boring van 85 mm waardoor de cilinderinhoud op 499,4 cc kwam (gelijk aan die van de BSA B33). In 1951 kreeg de machine echter een los kleppendeksel. Daardoor konden cilinder, cilinderkop en kleppendeksel door spuitgieten geproduceerd worden, wat beter was voor de nauwkeurigheid en de afwerking en het verlaagde de productiekosten. De hoek van de inlaatpoort werd groter en de klephoek werd kleiner waardoor de verbrandingsruimte compacter werd.
| Roland Pike's ZB32GS |
| Roland Pike experimenteerde al in 1952 met swingarm-achtervering met schokdempers van het staartwiel van een De Havilland-vliegtuig |
| Bij het blok dat Bert Hopwood doorontwikkelde waren extra cilinderkopbouten gebruikt, zodat de stoterstangtunnel glad was.          |
| Bij het BB-blok (vanaf 1953) liepen er al koelribben over de stoterstangtunnel.                                                     |
| De DB32GS van 1956 had het CB-blok dat Roland Pike had ontwikkeld met de stoterstangtunnel geheel verborgen achter koelribben.      |
| De cross- en dirttrackversies van de DBD-modellen kregen een fors luchtfilter.                                                      |

## BB-modellen

### BSA BB32GS Gold Star en BB34GS Gold Star (1953-1956)
In 1953 veranderden de type-aanduidingen in BB32GS (350 cc) en BB34GS (500 cc). De versnellingsbak werd van de BSA A7 overgenomen en de stalen kettingkast van de primaire ketting werd vervangen door een aluminium exemplaar. De motor kreeg een split-skirt-zuiger die door een andere positie van de pistonpen (½ inch lager) een kortere drijfstang nodig maakte. De cilinder werd ook korter waardoor er een koelrib minder op zat. Dat gebeurde ook bij de BSA B31 en de BSA B33, maar de Gold Stars kregen ook gepolijste vliegwielen met een afwijkende vorm. Bovendien kon de compressieverhouding worden verhoogd omdat er benzine met een octaangetal van 80 RON op de markt kwam. Uiterlijk kwamen er ook veranderingen. Het meest opvallend was dat alleen de uitlaat nog verchroomd was. De overige verchroomde delen waren nu zilverkleurig door het gebrek aan chroom dat ontstond door het uitbreken van de Koreaanse Oorlog. In 1954 was het tekort aan chroom opgelost. Toen in dat jaar de CB-modellen verschenen, bleven de BB-modellen in productie, maar ze werden helemaal vernieuwd, zodat geen enkel onderdeel van de oude ZB-modellen meer paste. In de stoterstangtunnel zat een korte bevestigingsbout om de cilinderkop vast te zetten. Op de stoterstangtunnel kwamen nu ook kleine koelribben, ze kregen een swingarm-achtervering met dikke Girling-schokdempers en een volledig dubbel wiegframe dat niet langer gesoldeerd, maar gelast was. Het was ontworpen door Bill Nicholson. De achtervork draaide in rubbers en Nicholson had weliswaar Girling-schokdempers gebruikt, maar daarvan had hij het binnenwerk verbeterd en de veervoorspanning was in drie standen instelbaar. Was dat niet voldoende dan waren er voor klanten ook nog andere schroefveren beschikbaar. De olietank zat rechts in het achterframe en links zat het gereedschapskastje. Het frame werd overigens tijdens het bestaan van de BB-modellen nog enkele malen aangepast. De inklapbare kickstarter werd ook door eigenaren van de ZB-Gold Star vaak aangeschaft.

## CB-modellen

### BSA CB32GS Gold Star en CB34GS Gold Star Clubman (1954-1955)
In april 1954 verschenen de "CB" modellen. Ze hadden als belangrijkste wijziging de meer "vierkante" koelribben op de cilinder. Het blok was door Roland Pike ontwikkeld en de hele stoterstangtunnel was nu achter koelribben verborgen. De korte bout in de stoterstangtunnel was vervangen door een lang exemplaar. De drijfstang was nog korter geworden, waardoor ovale vliegwielen moesten worden gebruikt om te voorkomen dat ze door de zuiger geraakt werden.
Dit was een echt raceblok, waardoor de functies van straatmotorfiets, motorcross en enduro bij de BB-modellen bleven. De uitlaat was veel sportiever doordat ze vanaf de uitlaatpoort schuin langs het blok naar achteren liep. De klepspeling werd afgesteld met excentrische bouten, waardoor de bewegende delen van het kleppenmechanisme lichter werden. Daardoor werd het toerental hoger en daarvoor moest de carterventilatie worden aangepast. Er kwam een Amal GP-carburateur en de versnellingsbak kreeg naaldlagers. De dikke Girling-schokdempers werden vervangen door dunnere exemplaren. De modellen konden nu op wens van de klant ook worden voorzien van clip-ons in plaats van een normaal stuur, maar de stuurklemmen bleven wel zitten om altijd een normaal stuur te kunnen monteren.

### BSA CB34GS Gold Star Daytona en BSA CB34GS Gold Star Clubman (1954-1955)
Voor deelname aan de Daytona 200 werd de CB34GS Daytona gebouwd, maar de machine werd ook als Clubmanracer geleverd. Voor de races was ze zo hoog mogelijk opgevoerd. Ze was herkenbaar aan het eenpersoons sportzadel en het ontbreken van de kickstarter bij de racers.

## BSA B32 Alloy Clipper en B34 Alloy Clipper (1954-1957)
De Alloy Clippers waren eigenlijk geen ware Gold Stars. De 350cc-versie was een gestripte BSA B32 Competition en de 500cc-versie een gestripte BSA B34 Competition. Dat verklaart ook het beperkte vermogen (slechts 28 pk voor de 500). De reden was waarschijnlijk dat de "normale" Gold Star-motoren te sterk werden voor de trialsport. Er waren wel invloeden van de Gold Stars zichtbaar, vooral aan het blok waarbij de stoterstangtunnel deels achter de vrij kleine koelribben zat. Er was ook niet veel koeling nodig, want de machines waren bedoeld voor "Observed Trials" (de huidige trial). Ze werden speciaal voor de Amerikaanse importeur aan de Westkust gebouwd, maar van 1954 tot 1957 werden er niet meer dan 300 gebouwd.

## DB-modellen

### BSA DB32GS Gold Star (1956-1957 en 1959-1962) en DB34GS Gold Star (1956)
Eind 1955 verscheen de laatste uitvoering van de 350cc-Gold Star, de DB32GS. De 500 van dat jaar werd DB34GS genoemd. Deze machines waren motorisch verbeterd met een dikkere cilinderwand en een verbeterd smeersysteem. De lange bout in de stoterstangtunnel was verdwenen omdat hij moeilijk bereikbaar was. De zuiger was ingekort waardoor er weer ronde vliegwielen konden worden gebruikt. In de remtrommels kwamen zes koelgaten om fading te voorkomen.
In 1955 bleven ook de BB- en de CB-modellen gewoon leverbaar, maar de DB's waren uitsluitend bedoeld voor races en als sportmotor. Alle 350cc-modellen gingen in 1957 uit productie, maar van 1959 tot 1962 werden ze uitsluitend op bestelling nog geleverd.

### BSA DB34GS Gold Star Daytona en DB34GS Gold Star Clubman (1956)
De Daytona en Clubman met de DB-specificaties werden alleen in 1956 geproduceerd.

### BSA DB34GS Gold Star Flat Tracker (1956)
De Flat Tracker werd vanaf 1956 ingezet in het Amerikaanse AMA-kampioenschap. Net als in de Daytona 200 moest de machine het opnemen tegen de Harley-Davidson XR 750. De Flat Tracker had geen voorrem, een ongeveerd achterframe, een kleine tank en terreinbanden. Een van de succesvolle gebruikers was Dick Mann, die in 1963 met een Matchless AMA-kampioen werd en in 1970 met een Honda CR 750 de Daytona 200 won.

### BSA DB34GS Gold Star Catalina Scrambler (1956)
In 1952 won BSA de motorcross op Santa Catalina Island, een klein eilandje voor de kust van Californië. Dat leidde ertoe dat speciaal voor de importeur van de Amerikaanse Westkust een crossmotor voor Desert Races werd gebouwd, de DB34GS Gold Star Catalina Scrambler. De machine was nog lichter dan een normale Gold Star Scrambler, want het stukje achterframe waar de voetsteunen aan konden worden bevestigd ontbrak. De machine werd ook niet met verlichting geleverd. De verchroomde tank had een saffierblauwe bovenkant. Verder was de motor zo hoog mogelijk opgevoerd met een hoge compressie-zuiger en een racenokkenas.

## DBD-modellen

### BSA DBD34GS Gold Star Clubman en DBD34GS Scrambler (1957-1963)
De 350cc-machines gingen in 1957 uit productie, maar er kwam wel nog de nieuwe DBD34GS Gold Star. Vanaf dit moment bestonden er officieel nog slechts twee Gold Stars op de Europese markt, de DBD34GS Gold Star Clubman en de DBD34GS Scrambler. De motor was opnieuw vernieuwd. Voor de montage van de 1½ inch (38,1 mm)-carburateur moest de cilinderkop worden aangepast en de compressieverhouding werd verhoogd naar 9:1, waardoor het vermogen steeg naar 42 pk. Ook kwam de nieuwe RRT2 close ratio-versnellingsbak. De machine was nu zo sterk en snel, dat er in de stad nauwelijks mee te rijden viel. De eerste versnelling reikte al tot 90 km/uur en de tweede tot 135 km/uur. Door die lange eerste versnelling was rustig wegrijden alleen mogelijk met een lang slippende koppeling. Speciaal voor de Clubmans Senior TT werd een 22liter-tank geleverd, die de tankstop onnodig maakte. Dat werkte in 1956, toen BSA, met Bernard Codd voorop, de eerste zes plaatsen behaalde, maar in 1957 waren de Clubmans TT's afgeschaft.

### BSA DBD34GS Gold Star Daytona (1957)
De Daytona racer beleefde in 1957 zijn laatste jaar, nu met DBD34GS-specificaties.

### BSA DBD34GS Gold Star Flat Tracker (1957)
De Flat Tracker beleefde in 1957 zijn laatste jaar, nu met DBD34GS-specificaties.

### BSA DBD34GS Gold Star Catalina Scrambler (1957-1960)
In 1957 kreeg de Catalina Scrambler de DBD34GS-specificaties. De machine werd vrijwel uitsluitend aan de Amerikaanse Westkust verkocht. Inclusief de DB34GS Gold Star Catalina Scrambler werden er slechts 576 gebouwd.

### BSA DBD34GS Gold Star Road Racer (1957-1960)
Ook de BSA DBD34GS Gold Star Road Racer werd alleen in de Verenigde Staten geleverd. Hoewel de machine het 42pk-sterke DBD-blok had en de sportieve naam "Road Racer" was het in Europese ogen gewoon een snelle toermotorfiets. Dat kwam door het in Amerika populaire hoge stuur, dat weinig sportiefs had. Eigenlijk was de Gold Star Road Racer een B33 Sportsman met een sterker motorblok.

## Einde productie
In 1957 werd al duidelijk dat de DBD34 de laatste versie van de Gold Star zou worden. Er zijn veel (mogelijke) redenen voor het stopzetten van de productie in 1963:
1. Noodzakelijke verbeteringen
Om bij te blijven moest de hele motor herzien worden. De B31 en de B33 hadden al in 1958 een wisselstroomdynamo gekregen, waarvoor het hele blok moest worden omgebouwd. De dynamo kwam op de plaats van de transmissiedemper, die werd vervangen door een Triumph-koppeling met ingebouwde demper. Dat was een forse operatie, zeker nu de B31, B33, A7 en A10 inmiddels uit productie waren, zodat de wijzigingen alleen voor de Gold Stars moesten worden uitgevoerd. Het was echter onoverkomelijk, want Lucas Industries stopte in 1963 met de productie van de magdyno. Dat gold ook voor de geperste krukas en de lagering ervan aan de rechterkant, die altijd een zwak punt was geweest. Ook de drijfstang moest lichter worden. Bovendien moest men afstappen van de pre unit constructie met een losse versnellingsbak en zou men een blokmotor moeten bouwen.
2. Bedrijfsleiding
Dat alles was helemaal niet naar de zin van Edward Turner, inmiddels directeur van Triumph én van BSA. Beide merken waren in 1951 samengevoegd. Turner had ook in zijn tijd als constructeur en directeur van Triumph geen voorliefde voor sportmodellen gehad, en zeker niet voor racers. Ook hoofdingenieur Bert Hopwood was geen voorstander van de eencilinders. Hij had vrijwel zijn hele carrière tweecilinders ontwikkeld: de Triumph Speed Twin, de Norton Dominator, de BSA A7, de BSA A10 en de BSA A65. Daar kwam nog bij dat een van de drijvende krachten achter de Gold Stars, Roland Pike, was geëmigreerd naar de Verenigde Staten.
3. Concurrentie
Bovendien was de nieuw ontstane BSA-groep, waar ook Sunbeam bij hoorde, in hevige concurrentie gewikkeld met Associated Motor Cycles, dat bestond uit AJS, James, Matchless en Norton. AMC was ruim voorzien van racers, zoals de AJS 7R, Norton Manx en de Matchless G45. Met uitzondering van de laatste waren dat motorfietsen met bovenliggende nokkenassen die helemaal doorontwikkeld waren maar die op internationaal niveau ook al geen potten meer konden breken. Wilde BSA die merken voorbij streven en dan ook nog de concurrentie aangaan met de Italiaanse merken Moto Guzzi, Gilera en MV Agusta, dan zouden er enorme investeringen nodig zijn. Daar kwam nog bij dat de Gold Star een concurrent was voor de Triumph Tiger 100. Omdat de machine in de Verenigde Staten nog steeds populair was durfde Turner de 500cc-DBD34 in 1957 nog niet uit productie te nemen, maar in 1963 gebeurde het alsnog.
4. Amerikaanse markt
Ook de Amerikaanse markt schreeuwde intussen om iets sterkers dan de 42 pk van de Gold Star.
5. Dure productie
Door de verschillende modellen en de bouw naar de wens van de klant was elke BSA Gold Star een stukje handwerk. Zo waren er:
- Zes verschillende krukastandwielen
- Twee verschillende versnellingsbaktandwielen
- Twee verschillende achtertandwielen
- Drie verschillende voorremmen (voor scramblers, toermachines en racers)
- Drie verschillende tanks (9, 18 en 22½ liter)
- Zes verschillende inlaatnokkenassen
- Vier verschillende uitlaatnokkenassen
- Vijf verschillende compressieverhoudingen (voor toermachines met superbenzine, voor enduromotoren met superbenzine, voor trialmotoren met 80 octaan benzine, voor enduromotoren met 70-75 octaan benzine, voor enduromotoren met superbenzine of "Benzole" (een mengsel van Benzeen en Tolueen), voor racers op alcohol en voor racers op superbenzine of Benzol).
- Zeventien verschillende carburateurs
- Acht verschillende versnellingsbakken, maar de fabriek gaf ook de overbrengingsverhoudingen aan voor de circuits van Aberdare, Altcar, Blandford, Brands Hatch, Brough, Crystal Palace, Scarborough, Silverstone, Snetterton, Thruxton, de Clubmans Senior TT en de Clubmans Junior TT.

6. Geen races meer
In wegraces viel voor de Gold Stars geen eer meer te behalen. De Clubmans Senior TT was al in 1957 afgeschaft en in de Daytona 200 was de enige BSA-overwinning niet behaald door een Gold Star, maar door een BSA A7-tweecilinder. Bovendien deed Triumph, dat tot de BSA-groep behoorde, het daar tamelijk goed. Het had in 1962 zelfs gewonnen.

## Technische gegevens (1)
| BSA Gold Star          | M24                                 | M24 Competition                     | M24 Track Racer                     |                                     | ZB32GS                              | BB32GS                              | CB32GS                              | B32 Alloy Clipper                     | DB32GS                                | DB32GS |
| ---------------------- | ----------------------------------- | ----------------------------------- | ----------------------------------- | ----------------------------------- | ----------------------------------- | ----------------------------------- | ----------------------------------- | ------------------------------------- | ------------------------------------- | ------ |
| Modelserie             | M 500 cc                            | M 500 cc                            | M 500 cc                            | B31/32                              | B31/32                              | B31/32                              | B31/32                              | B31/32                                | B31/32                                |        |
| Klasse                 | 500 cc                              | 500 cc                              | 500 cc                              | 350 cc                              | 350 cc                              | 350 cc                              | 350 cc                              | 350 cc                                | 350 cc                                |        |
| Periode                | 1938-1939                           | 1938-1939                           | 1938-1939                           | 1949-1952                           | 1953-1956                           | 1954-1955                           | 1954-1957                           | 1956-1957                             | 1959-1962                             |        |
| Categorie              | Clubman                             | Terrein                             | Wegracer                            | Sport / Enduro / Cross              | Sport / Enduro / Cross              | Clubman                             | Trial                               | Clubman                               | Clubman                               |        |
| Motortype              | Stoterstangen kopklepmotor          | Stoterstangen kopklepmotor          | Stoterstangen kopklepmotor          | Stoterstangen kopklepmotor          | Stoterstangen kopklepmotor          | Stoterstangen kopklepmotor          | Stoterstangen kopklepmotor          | Stoterstangen kopklepmotor            | Stoterstangen kopklepmotor            |        |
| Bouwwijze              | Dwarsgeplaatste staande eencilinder | Dwarsgeplaatste staande eencilinder | Dwarsgeplaatste staande eencilinder | Dwarsgeplaatste staande eencilinder | Dwarsgeplaatste staande eencilinder | Dwarsgeplaatste staande eencilinder | Dwarsgeplaatste staande eencilinder | Dwarsgeplaatste staande eencilinder   | Dwarsgeplaatste staande eencilinder   |        |
| Koeling                | Lucht                               | Lucht                               | Lucht                               | Lucht                               | Lucht                               | Lucht                               | Lucht                               | Lucht                                 | Lucht                                 |        |
| Boring                 | 82 mm                               | 82 mm                               | 82 mm                               | 71 mm                               | 71 mm                               | 71 mm                               | 71 mm                               | 71 mm                                 | 71 mm                                 |        |
| Slag                   | 94 mm                               | 94 mm                               | 94 mm                               | 88 mm                               | 88 mm                               | 88 mm                               | 88 mm                               | 88 mm                                 | 88 mm                                 |        |
| Cilinderinhoud         | 496,4 mm                            | 496,4 mm                            | 496,4 mm                            | 348,4 cc                            | 348,4 cc                            | 348,4 cc                            | 348,4 cc                            | 348,4 cc                              | 348,4 cc                              |        |
| Carburateur(s)         | Amal 10TT                           | Amal 10TT                           | Amal 10TT                           | Amal                                | Vanaf 1955: Amal Monobloc 375       | Amal GP                             | Amal                                | Amal GP                               | Amal GP                               |        |
| Smeersysteem           | Dry-sump                            | Dry-sump                            | Dry-sump                            | Dry-sump                            | Dry-sump                            | Dry-sump                            | Dry-sump                            | Dry-sump                              | Dry-sump                              |        |
| Compressieverhouding   | 7,8:1                               | 7,8:1                               | 12,5:1                              | ca. 6,5:1                           | ca. 7,5:1                           | 8:1                                 | ca. 7,5:1                           | 8:1                                   | 8:1                                   |        |
| Max. Vermogen          | 28 pk bij 5.250 tpm                 | 28 pk bij 5.250 tpm                 | ca. 36 pk                           | ca. 24 pk                           | 30 pk bij 6.800 tpm                 | 30 pk bij 6.800 tpm                 | Onbekend                            | 30 pk bij 6.800 tpm                   | 30 pk bij 6.800 tpm                   |        |
| Topsnelheid            | 145 km/uur                          | Onbekend                            | 160 km/uur                          | 125 km/uur                          | 125 km/uur                          | 132 km/uur                          | Onbekend                            | 132 km/uur (Clubmanversie 164 km/uur) | 132 km/uur (Clubmanversie 164 km/uur) |        |
| Primaire aandrijving   | Ketting                             | Ketting                             | Ketting                             | Duplexketting                       | Duplexketting                       | Duplexketting                       | Duplexketting                       | Duplexketting                         | Duplexketting                         |        |
| Koppeling              | Meervoudige droge plaat             | Meervoudige droge plaat             | Meervoudige droge plaat             | Meervoudige droge plaat             | Meervoudige droge plaat             | Meervoudige droge plaat             | Meervoudige droge plaat             | Meervoudige droge plaat               | Meervoudige droge plaat               |        |
| Versnellingen          | 4                                   | 4                                   | 4                                   | 4                                   | 4                                   | 4                                   | 4                                   | 4                                     | 4                                     |        |
| Secundaire aandrijving | Ketting                             | Ketting                             | Ketting                             | Ketting                             | Ketting                             | Ketting                             | Ketting                             | Ketting                               | Ketting                               |        |
| Rijwielgedeelte        | Semi-dubbel wiegframe               | Semi-dubbel wiegframe               | Semi-dubbel wiegframe               | Semi-dubbel wiegframe               | Vanaf 1954: Dubbel wiegframe        | Dubbel wiegframe                    | Dubbel wiegframe                    | Dubbel wiegframe                      | Dubbel wiegframe                      |        |
| Voorvork               | Girder-type BSA                     | Girder-type BSA                     | Girder-type BSA                     | Telescoopvork                       | Telescoopvork                       | Telescoopvork                       | Telescoopvork                       | Telescoopvork                         | Telescoopvork                         |        |
| Achtervork             | Star                                | Star                                | Star                                | Plunjervering                       | Vanaf 1954: Swingarm                | Swingarm                            | Swingarm                            | Swingarm                              | Swingarm                              |        |
| Remmen                 | Trommelremmen                       | Trommelremmen                       | Trommelremmen                       | Trommelremmen                       | Trommelremmen                       | Trommelremmen                       | Trommelremmen                       | Trommelremmen                         | Trommelremmen                         |        |
| Tankinhoud             | Onbekend                            | Onbekend                            | Onbekend                            | 18 liter                            | 18 liter                            | 18 liter                            | 18 liter                            | 18 liter                              | 18 liter                              |        |

## Technische gegevens (2)
| BSA Gold Star          | ZB34GS                              | BB34GS                              | CB34GS                              | CB34GS Clubman                      | CB34GS Daytona                      | B34 Alloy Clipper                   | DB34GS                              | DB34GS Daytona                      | DB34GS Flat Tracker                 |
| ---------------------- | ----------------------------------- | ----------------------------------- | ----------------------------------- | ----------------------------------- | ----------------------------------- | ----------------------------------- | ----------------------------------- | ----------------------------------- | ----------------------------------- |
| Modelserie             | B33/34                              | B33/34                              | B33/34                              | B33/34                              | B33/34                              | B33/34                              | B33/34                              | B33/34                              | B33/34                              |
| Klasse                 | 500 cc                              | 500 cc                              | 500 cc                              | 500 cc                              | 500 cc                              | 500 cc                              | 500 cc                              | 500 cc                              | 500 cc                              |
| Periode                | 1949-1952                           | 1953-1956                           | 1954-1955                           | 1954-1955                           | 1954-1955                           | 1954-1957                           | 1956                                | 1956                                | 1956                                |
| Categorie              | Sport / Enduro / Cross              | Sport / Enduro / Cross              | Sport / Enduro / Cross              | Clubman                             | Wegracer                            | Trial                               | Sport / Enduro / Cross              | Wegracer                            | Dirttrack                           |
| Motortype              | Stoterstangen kopklepmotor          | Stoterstangen kopklepmotor          | Stoterstangen kopklepmotor          | Stoterstangen kopklepmotor          | Stoterstangen kopklepmotor          | Stoterstangen kopklepmotor          | Stoterstangen kopklepmotor          | Stoterstangen kopklepmotor          | Stoterstangen kopklepmotor          |
| Bouwwijze              | Dwarsgeplaatste staande eencilinder | Dwarsgeplaatste staande eencilinder | Dwarsgeplaatste staande eencilinder | Dwarsgeplaatste staande eencilinder | Dwarsgeplaatste staande eencilinder | Dwarsgeplaatste staande eencilinder | Dwarsgeplaatste staande eencilinder | Dwarsgeplaatste staande eencilinder | Dwarsgeplaatste staande eencilinder |
| Koeling                | Lucht                               | Lucht                               | Lucht                               | Lucht                               | Lucht                               | Lucht                               | Lucht                               | Lucht                               | Lucht                               |
| Boring                 | 85 mm                               | 85 mm                               | 85 mm                               | 85 mm                               | 85 mm                               | 85 mm                               | 85 mm                               | 85 mm                               | 85 mm                               |
| Slag                   | 88 mm                               | 88 mm                               | 88 mm                               | 88 mm                               | 88 mm                               | 88 mm                               | 88 mm                               | 88 mm                               | 88 mm                               |
| Cilinderinhoud         | 499,4 cc                            | 499,4 cc                            | 499,4 cc                            | 499,4 cc                            | 499,4 cc                            | 499,4 cc                            | 499,4 cc                            | 499,4 cc                            | 499,4 cc                            |
| Carburateur(s)         | Amal GP                             | Amal GP                             | Amal GP                             | Amal GP                             | Amal GP                             | Amal                                | Amal GP                             | Amal GP                             | Amal GP                             |
| Smeersysteem           | Dry-sump                            | Dry-sump                            | Dry-sump                            | Dry-sump                            | Dry-sump                            | Dry-sump                            | Dry-sump                            | Dry-sump                            | Dry-sump                            |
| Compressieverhouding   | 8:1                                 | 8:1                                 | 8:1                                 | 8:1                                 | 8:1                                 | 8:1                                 | 8:1                                 | 8:1                                 | 8:1                                 |
| Max. Vermogen          | 37 pk bij 6.600 tpm                 | 37 pk bij 6.600 tpm                 | 37 pk bij 6.600 tpm                 | 37 pk bij 6.600 tpm                 | 37 pk bij 6.600 tpm                 | 28 pk bij 5.500 tpm                 | 38 pk bij 7.000 tpm                 | 38 pk bij 7.000 tpm                 | 38 pk bij 7.000 tpm                 |
| Topsnelheid            | 177 km/uur                          | 177 km/uur                          | 177 km/uur                          | 177 km/uur                          | Onbekend                            | Onbekend                            | 177 km/uur                          | Onbekend                            | Onbekend                            |
| Primaire aandrijving   | Duplexketting                       | Duplexketting                       | Duplexketting                       | Duplexketting                       | Duplexketting                       | Duplexketting                       | Duplexketting                       | Duplexketting                       | Duplexketting                       |
| Koppeling              | Meervoudige droge plaat             | Meervoudige droge plaat             | Meervoudige droge plaat             | Meervoudige droge plaat             | Meervoudige droge plaat             | Meervoudige droge plaat             | Meervoudige droge plaat             | Meervoudige droge plaat             | Meervoudige droge plaat             |
| Versnellingen          | Ketting                             | Ketting                             | Ketting                             | Ketting                             | Ketting                             | Ketting                             | Ketting                             | Ketting                             | Ketting                             |
| Secundaire aandrijving | Ketting                             | Ketting                             | Ketting                             | Ketting                             | Ketting                             | Ketting                             | Ketting                             | Ketting                             | Ketting                             |
| Rijwielgedeelte        | Semi-dubbel wiegframe               | Dubbel wiegframe                    | Dubbel wiegframe                    | Dubbel wiegframe                    | Dubbel wiegframe                    | Dubbel wiegframe                    | Dubbel wiegframe                    | Dubbel wiegframe                    | Dubbel wiegframe                    |
| Voorvork               | Telescoopvork                       | Telescoopvork                       | Telescoopvork                       | Telescoopvork                       | Telescoopvork                       | Telescoopvork                       | Telescoopvork                       | Telescoopvork                       | Telescoopvork                       |
| Achtervork             | Plunjervering                       | Swingarm                            | Swingarm                            | Swingarm                            | Swingarm                            | Swingarm                            | Swingarm                            | Swingarm                            | Star                                |
| Remmen                 | Trommelremmen                       | Trommelremmen                       | Trommelremmen                       | Trommelremmen                       | Trommelremmen                       | Trommelremmen                       | Trommelremmen                       | Trommelremmen                       | Trommelrem achter, geen voorrem     |
| Tankinhoud             | 18 liter                            | 18 liter                            | 18 liter                            | 18 liter                            | 18 liter                            | Onbekend                            | 18 liter                            | 18 liter                            | Onbekend                            |
| Droog gewicht          | 171 kg                              | 171 kg                              | 171 kg                              | 171 kg                              | Onbekend                            | Onbekend                            | 171 kg                              | Onbekend                            | Onbekend                            |

## Technische gegevens (3)
| BSA Gold Star          | DBD34GS                             | DBD34GS Scrambler                   | DBD34GS Daytona                     | DBD34GS Flat Tracker                | DBD34GS Catalina Scrambler          | DBD34GS Road Racer                  |
| ---------------------- | ----------------------------------- | ----------------------------------- | ----------------------------------- | ----------------------------------- | ----------------------------------- | ----------------------------------- |
| Modelserie             | B33/34                              | B33/34                              | B33/34                              | B33/34                              | B33/34                              | B33/34                              |
| Klasse                 | 500 cc                              | 500 cc                              | 500 cc                              | 500 cc                              | 500 cc                              | 500 cc                              |
| Periode                | 1957-1963                           | 1957-1963                           | 1957                                | 1957                                | 1957-1960                           | 1957-1960                           |
| Categorie              | Sport / Enduro / Cross              | Cross                               | Wegracer                            | Dirttrack                           | Cross                               | Toer                                |
| Motortype              | Stoterstangen kopklepmotor          | Stoterstangen kopklepmotor          | Stoterstangen kopklepmotor          | Stoterstangen kopklepmotor          | Stoterstangen kopklepmotor          | Stoterstangen kopklepmotor          |
| Bouwwijze              | Dwarsgeplaatste staande eencilinder | Dwarsgeplaatste staande eencilinder | Dwarsgeplaatste staande eencilinder | Dwarsgeplaatste staande eencilinder | Dwarsgeplaatste staande eencilinder | Dwarsgeplaatste staande eencilinder |
| Koeling                | Lucht                               | Lucht                               | Lucht                               | Lucht                               | Lucht                               | Lucht                               |
| Boring                 | 85 mm                               | 85 mm                               | 85 mm                               | 85 mm                               | 85 mm                               | 85 mm                               |
| Slag                   | 88 mm                               | 88 mm                               | 88 mm                               | 88 mm                               | 88 mm                               | 88 mm                               |
| Cilinderinhoud         | 499,4 cc                            | 499,4 cc                            | 499,4 cc                            | 499,4 cc                            | 499,4 cc                            | 499,4 cc                            |
| Carburateur(s)         | Amal GP 38,1 mm                     | Amal GP 38,1 mm                     | Amal GP 38,1 mm                     | Amal GP 38,1 mm                     | Amal GP 38,1 mm                     | Amal GP 38,1 mm                     |
| Smeersysteem           | Dry-sump                            | Dry-sump                            | Dry-sump                            | Dry-sump                            | Dry-sump                            | Dry-sump                            |
| Compressieverhouding   | 9:1                                 | 9:1                                 | 9:1                                 | 9:1                                 | 9:1                                 | 9:1                                 |
| Max. Vermogen          | 38 pk bij 7.000 tpm                 | 42 pk bij 7.000 tpm                 | 42 pk bij 7.000 tpm                 | 42 pk bij 7.000 tpm                 | 42 pk bij 7.000 tpm                 | 38 pk bij 7.000 tpm                 |
| Topsnelheid            | 175 km/uur                          | Onbekend                            | Onbekend                            | Onbekend                            | Onbekend                            | Onbekend                            |
| Primaire aandrijving   | Duplexketting                       | Duplexketting                       | Duplexketting                       | Duplexketting                       | Duplexketting                       | Duplexketting                       |
| Koppeling              | Meervoudige natte plaat             | Meervoudige natte plaat             | Meervoudige natte plaat             | Meervoudige natte plaat             | Meervoudige natte plaat             | Meervoudige natte plaat             |
| Versnellingen          | 4                                   | 4                                   | 4                                   | 4                                   | 4                                   | 4                                   |
| Secundaire aandrijving | Ketting                             | Ketting                             | Ketting                             | Ketting                             | Ketting                             | Ketting                             |
| Rijwielgedeelte        | Dubbel wiegframe                    | Dubbel wiegframe                    | Dubbel wiegframe                    | Dubbel wiegframe                    | Dubbel wiegframe                    | Dubbel wiegframe                    |
| Voorvork               | Telescoopvork                       | Telescoopvork                       | Telescoopvork                       | Telescoopvork                       | Telescoopvork                       | Telescoopvork                       |
| Achtervork             | Swingarm                            | Swingarm                            | Swingarm                            | Star                                | Swingarm                            | Swingarm                            |
| Remmen                 | Trommelremmen                       | Trommelremmen                       | Trommelremmen                       | Trommelrem achter, geen voorrem     | Trommelremmen                       | Trommelremmen                       |
| Tankinhoud             | 18 liter                            | 9 liter                             | 18 liter                            | Onbekend                            | 18 liter                            | 18 liter                            |

## Trivia

### Echt of replica
De BSA Gold Stars werden al snel veelgezochte klassiekers, vooral voor classic races. Hoewel er in vijftien jaar tijd ongeveer 17.000 Gold Stars zijn geproduceerd, is vooral de DBD45GS Gold Star een gewild model. Daarvan zijn er ongeveer 7.300 gebouwd, maar op de klassiekermarkt zijn er misschien nog wel meer te vinden. Er zijn zeer veel replica's gemaakt omdat onderdelen nog lang leverbaar waren. Oudere modellen werden omgebouwd tot DBD, maar er werden ook veel "vreemde" onderdelen gebruikt: carters van de B31 en zelfs de M20-zijklepper, A7-tanks en zelfs frames van de tweecilinders. Dat doet de originaliteit geen goed, maar de Gold Stars werden zo individueel geproduceerd dat originele onderdelen niet aan te tonen zijn. Bovendien leverden kleine bedrijfjes, zoals dat van oud-coureur Eddie Dow, nog lang BSA-onderdelen en replica-tanks kunnen in India goedkoop worden besteld. Dow bouwde zelfs nieuwe motorblokken met omgebouwde cilinders van de BMW /7-serie. ABSAF in Nieuwolda maakt nieuwe Gold Stars in Seeley-frames.

### Ontwikkeling door defect
Bill Nicholson won vier keer de Scottish Six Days Trial met een BSA. In 1951 ging zijn motor tijdens de wedstrijd steeds beter sturen. Hij ontdekte dat het balhoofd verbogen was, waardoor de balhoofdhoek nog maar 64° bedroeg en de wielbasis 4 cm korter was geworden. Die verandering werd vervolgens op alle terreinframes van de Gold Stars toegepast.

### Rijdbaarheid en comfort
De BSA Gold Star was, zeker in de laatste versies, bepaald geen prettige machine om te rijden. De clip-ons waren laag geplaatst en veroorzaakten druk op de polsen, het zadel was hard en de rijeigenschappen waren die van de racer, ongeacht of het een straatmodel was. Dat was ook nodig voor de homologatie van de machines voor de Senior TT en de Daytona 200. Dan mochten er niet te veel verschillen met de straatmodellen zijn. Een van de gevolgen was dat de standaardversie al 38 pk leverde, maar bij lage toerentallen nauwelijk vooruit kwam. Een ander gevolg was dat de Gold Star ook de matige betrouwbaarheid van een racer had.